# 1877 en mathématiques
| Années des mathématiques : 1874 - 1875 - 1876 - 1877 - 1878 - 1879 - 1880    |
| Décennies des mathématiques : 1840 - 1850 - 1860 - 1870 - 1880 - 1890 - 1900 |

Cet article présente les faits marquants de l'année 1877 en mathématiques.

## Évènements
- Le mathématicien allemand Felix Klein ouvre un pont entre la théorie de Galois et la géométrie algébrique dans un article intitulé : Conférences sur l'icosaèdre et les solutions de l'équation du cinquième degré[1].
- Le mathématicien allemand Georg Cantor formule l'hypothèse du continu[2].

## Publications
- August Eisenlohr : Ein mathematisches Handbuch der alten Aegypter (Papyrus Rhind des British Museum) übersetzt und erklärt, une étude du papyrus mathématique Rhind.

## Prix
- Prix de l'Académie des sciences de Paris :
  - Prix  Poncelet : commandant Laguerre, pour l'ensemble de ses travaux mathématiques.

## Naissances
- 7 février : Godfrey Harold Hardy (mort en  1947), mathématicien britannique.
- 14 février : Edmund Landau (mort en 1938), mathématicien allemand.
- 5 avril : Georg Faber (mort en 1966), mathématicien allemand.
- 11 septembre : James Jeans (mort en 1946), physicien, astronome, et mathématicien britannique.
- 12 septembre : Georg Hamel (mort en 1954), mathématicien allemand.

## Décès

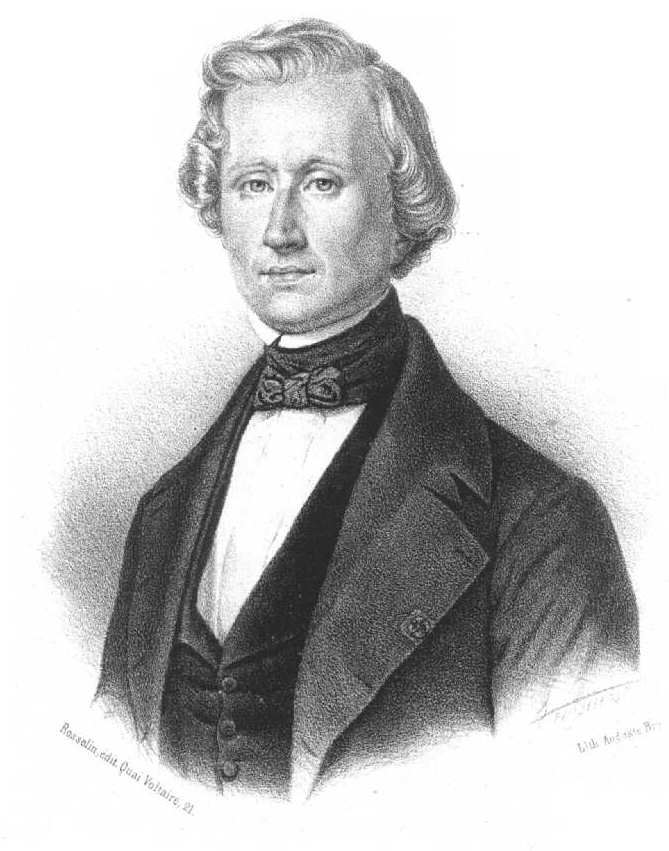
Urbain Le Verrier

- 30 mars : Antoine Augustin Cournot (né en 1801), mathématicien français.
- 17 septembre : William Henry Fox Talbot (né en 1800), mathématicien, physicien et chimiste britannique.
- 23 septembre : Urbain Le Verrier (né en 1811), astronome et mathématicien français.
- 26 septembre : Hermann Günther Grassmann (né en 1809), mathématicien et physicien allemand.